# 土田望未
土田 望未（つちだ のぞみ、1986年8月19日 - ）は、日本の元女子バレーボール選手。

## 来歴
東京都福生市出身。バレーボールをしていた兄の影響を受けて、自身も小学校3年生からバレーボールを始める。
学生時代は八王子実践高校、青山学院大学でセッターとしてプレー。
2009年に上尾メディックスに入団（2008年11月12日に内定登録）。レギュラーのセッターとして活躍。2011年6月に一旦退部したが、2012年6月に同チームで現役復帰した。2013/14シーズンにチーム主将に就任した。
2013/14シーズンには主将としてVプレミアリーグ昇格に貢献し、2015年度には全日本代表候補に選出された。
2016年6月に現役を引退した。

## 人物・エピソード
- 上尾中央総合病院では、トータルメディカルに所属している。
- 出身地は東京都福生市となっているが、誕生したのは北海道夕張市である[2]。
- 大学時代のニックネームはノン[2]で、高校時代はツノ[1]である。
- 学生時代に多くのセッターの選手を尊敬していて、特に尊敬するセッターの選手は、大学の先輩でもある秋山美幸である[2]。
- 2013年9月20日に上尾市内で一日警察署長を務めた[7]。

## 所属チーム
- 福生五小（コスモスJr.）
- 福生三中
- 八王子実践高等学校（2002-2005年）
- 青山学院大学（2005-2009年）
- 上尾メディックス（2009-2011年、2012-2016年）

## 個人成績
Vプレミアリーグレギュラーラウンドにおける個人成績は下記の通り。
| シーズン | 所属 | 出場                                 | 出場                                 | アタック                             | アタック                             | アタック                             | アタック                             | ブロック                             | ブロック                             | サーブ                               | サーブ                               | サーブ                               | サーブ                               | レセプション                         | レセプション                         | 総得点                               | 備考                                 |
| -------- | ---- | ------------------------------------ | ------------------------------------ | ------------------------------------ | ------------------------------------ | ------------------------------------ | ------------------------------------ | ------------------------------------ | ------------------------------------ | ------------------------------------ | ------------------------------------ | ------------------------------------ | ------------------------------------ | ------------------------------------ | ------------------------------------ | ------------------------------------ | ------------------------------------ |
| シーズン | 所属 | 試合                                 | セット                               | 打数                                 | 得点                                 | 決定率                               | 効果率                               | 決定                                 | /set                                 | 打数                                 | エース                               | 得点率                               | 効果率                               | 受数                                 | 成功率                               | 総得点                               | 備考                                 |
| 2009/10  | 上尾 | チャレンジリーグの為、記録を記載せず | チャレンジリーグの為、記録を記載せず | チャレンジリーグの為、記録を記載せず | チャレンジリーグの為、記録を記載せず | チャレンジリーグの為、記録を記載せず | チャレンジリーグの為、記録を記載せず | チャレンジリーグの為、記録を記載せず | チャレンジリーグの為、記録を記載せず | チャレンジリーグの為、記録を記載せず | チャレンジリーグの為、記録を記載せず | チャレンジリーグの為、記録を記載せず | チャレンジリーグの為、記録を記載せず | チャレンジリーグの為、記録を記載せず | チャレンジリーグの為、記録を記載せず | チャレンジリーグの為、記録を記載せず | チャレンジリーグの為、記録を記載せず |
| 2010/11  | 上尾 | チャレンジリーグの為、記録を記載せず | チャレンジリーグの為、記録を記載せず | チャレンジリーグの為、記録を記載せず | チャレンジリーグの為、記録を記載せず | チャレンジリーグの為、記録を記載せず | チャレンジリーグの為、記録を記載せず | チャレンジリーグの為、記録を記載せず | チャレンジリーグの為、記録を記載せず | チャレンジリーグの為、記録を記載せず | チャレンジリーグの為、記録を記載せず | チャレンジリーグの為、記録を記載せず | チャレンジリーグの為、記録を記載せず | チャレンジリーグの為、記録を記載せず | チャレンジリーグの為、記録を記載せず | チャレンジリーグの為、記録を記載せず | チャレンジリーグの為、記録を記載せず |
| 2012/13  | 上尾 | チャレンジリーグの為、記録を記載せず | チャレンジリーグの為、記録を記載せず | チャレンジリーグの為、記録を記載せず | チャレンジリーグの為、記録を記載せず | チャレンジリーグの為、記録を記載せず | チャレンジリーグの為、記録を記載せず | チャレンジリーグの為、記録を記載せず | チャレンジリーグの為、記録を記載せず | チャレンジリーグの為、記録を記載せず | チャレンジリーグの為、記録を記載せず | チャレンジリーグの為、記録を記載せず | チャレンジリーグの為、記録を記載せず | チャレンジリーグの為、記録を記載せず | チャレンジリーグの為、記録を記載せず | チャレンジリーグの為、記録を記載せず | チャレンジリーグの為、記録を記載せず |
| 2013/14  | 上尾 | チャレンジリーグの為、記録を記載せず | チャレンジリーグの為、記録を記載せず | チャレンジリーグの為、記録を記載せず | チャレンジリーグの為、記録を記載せず | チャレンジリーグの為、記録を記載せず | チャレンジリーグの為、記録を記載せず | チャレンジリーグの為、記録を記載せず | チャレンジリーグの為、記録を記載せず | チャレンジリーグの為、記録を記載せず | チャレンジリーグの為、記録を記載せず | チャレンジリーグの為、記録を記載せず | チャレンジリーグの為、記録を記載せず | チャレンジリーグの為、記録を記載せず | チャレンジリーグの為、記録を記載せず | チャレンジリーグの為、記録を記載せず | チャレンジリーグの為、記録を記載せず |
| 2014/15  | 上尾 | 20                                   | 67                                   | 23                                   | 9                                    | 39.1%                                | %                                    | 4                                    | 0.06                                 | 217                                  | 7                                    | 3.23%                                | 10.9%                                | 2                                    | 0.0%                                 | 20                                   |                                      |
| 2015/16  | 上尾 | 21                                   | 79                                   | 10                                   | 2                                    | 20.0%                                | %                                    | 2                                    | 0.03                                 | 213                                  | 10                                   | 4.69%                                | 14.4%                                | 2                                    | 0.0%                                 | 14                                   |                                      |